# Anthicus armatipes
Anthicus armatipes es una especie de coleóptero de la familia Anthicidae.

## Distribución geográfica
Habita en  Natal en (Sudáfrica).